# 科比耶尔地区维勒塞克
科比耶尔地区维勒塞克（法語：Villesèque-des-Corbières）是法国奥德省的一个市镇，属于纳博讷区（Arrondissement de Narbonne）。该市镇的总面积为31.69平方公里，2009年时的人口为374人。

## 人口
科比耶尔地区维勒塞克人口变化图示
| 数据来源：INSEE |